# Kingston (Nevada)
Kingston ist ein gemeindefreies Gebiet (unincorporated town) und ein Census-designated place im Lander County im US-Bundesstaat Nevada.
Laut der Volkszählung 2020 hatte Kingston 194 Einwohner. Im Jahr 2010 lebten dort noch 113 Menschen.

## Geographie
Kingston liegt im Süden des Lander County auf der Nordostseite der Toiyabe Range. Der Bunker Hill, der höchste Punkt des Countys, befindet sich wenige Kilometer nordwestlich des Ortes.
Die Nevada State Route 376 verläuft nahe der Siedlung – sie führt etwa 32 Kilometer nach Norden nach Austin sowie ca. 140 Kilometer nach Süden nach Tonopah.
Nach Angaben des United States Census Bureau beträgt die Fläche von Kingston rund 10,54 Quadratkilometer, ausschließlich Landfläche.

## Infrastruktur
Im Ort gibt es den Kingston Airport.

## Demografie
Laut der Volkszählung 2020 hatte Kingston 194 Einwohner. Im Jahr 2010 lebten dort noch 113 Menschen.